# Чилавенья
Чилаве́нья (итал. Cilavegna, ломб. Zilavëgna) — коммуна в Италии, располагается в регионе Ломбардия, подчиняется административному центру Павия.
Население составляет 5185 человек (на 2004 г.), плотность населения составляет 290 чел./км². Занимает площадь 17 км². Почтовый индекс — 27024. Телефонный код — 0381.
Покровителями коммуны почитаются святые апостолы Пётр и Павел, празднование 29 июня.